# Ceraphron bispinosus
Ceraphron bispinosus är en stekelart som först beskrevs av Nees von Esenbeck 1834.  Ceraphron bispinosus ingår i släktet Ceraphron och familjen pysslingsteklar. Arten är reproducerande i Sverige. Inga underarter finns listade i Catalogue of Life.